# Ferencz Béla
Ferencz Béla (Csíkcsomortán, 1905. július 12. – Debrecen, 1967. november 19.) magyar újságíró és helytörténetíró.

## Életútja, munkássága
A csíkszeredai katolikus gimnázium elvégzése után papi pályára készült, de teológiai tanulmányait félbeszakítva újságíró lett. Előbb Csíkszeredában, majd Nagyváradon jelentek meg írásai a napilapokban. Munkái: Csík vármegye monográfiája a legrégibb időktől napjainkig (Csíkszereda, 1935); Gyopár a Hargitán (népszínmű, Brassó, 1936); Börtön élet (Nagyvárad, 1937); Székely góbéságok (Nagyvárad, 1938).